# Maekyung Open
Het Maekyung Open is een open gotlftoernooi in Zuid-Korea.
De eerste editie vond plaats in 1982. Het toernooi maakte jarenlang deel uit van de Aziatische PGA Tour maar stapte in 2010 over naar de OneAsia Tour.
De oudste winnaar was Choi Sang-ho, die het toernooi in 2005 op zijn naam zette toen hij 50 jaar en 145 dagen was.

## Winnaars
| Jaar                    | Baan           | Winnaars          | Score | Score |
| ----------------------- | -------------- | ----------------- | ----- | ----- |
| 1998                    |                | Scott Rowe        |       |       |
| Maekyung Daks Open      |                |                   |       |       |
| 1999                    | Nam Seoul C.C. | James Kingston po | 277   | -11   |
| 2000                    | Nam Seoul C.C. | Kang Wook-soon    | 278   | -10   |
| 2001                    | Nam Seoul C.C. | Choi Gwang-soo    | 271   | -17   |
| 2002                    | Nam Seoul C.C. | Eddie Lee (Am)    | 268   | -20   |
| 2003                    | Nam Seoul C.C. | Chung Joon        | 275   | -13   |
| 2004                    | Lakeside C.C.  | Mark Calcavecchia | 282   | -6    |
| 2005                    | Nam Seoul C.C. | Choi Sang-ho      | 278   | -10   |
| 2006                    | Lakeside C.C.  | Suk Jong-yul      | 271   | -17   |
| GS Caltex Maekyung Open |                |                   |       |       |
| 2007                    | Nam Seoul C.C. | Kim Kyung-tae     | 270   | -18   |
| 2008                    | Nam Seoul C.C. | Hwang In-choon po | 279   | -9    |
| 2009                    | Nam Seoul C.C. | Bae Sang-moon po  | 281   | -7    |
| 2010                    | Nam Seoul C.C. | Kim Dae-hyun      | 270   | -18   |
| 2011                    | Nam Seoul C.C. | Kim Kyung-tae     | 267   | -21   |

 Thailand Open ·
 Indonesia PGA Championship ·
 China Open ·
 Maekyung Open ·
 SK Telecom Open ·
 Fiji International ·
 China Masters ·
 Korea Open ·
 Australian Open ·
 Australian PGA Championship
Dongfeng Nissan Cup